# Nitroterephthalsäure
Nitroterephthalsäure ist eine organisch-chemische Verbindung und gehört zu den aromatischen Benzoldicarbonsäuren. Nitroterephthalsäure ist strukturell mit der Terephthalsäure verwandt und unterscheidet sich dadurch, dass eine Nitrogruppe statt eines Wasserstoffatoms am Benzolring gebunden ist.

## Darstellung
Nitroterephthalsäure ist kommerziell erhältlich. Ausgehend von Terephthalsäure kann Nitroterephthalsäure durch eine Nitrierung hergestellt werden.

## Verwendung
Nitroterephthalsäure kann als Ausgangsstoff für die Herstellung anderer Terephthalsäurederivate (z. B. Aminoterephthalsäure) verwendet werden. Außerdem wird Nitroterephthalsäure als Linker für die Synthese von Metall-organischen Gerüstverbindungen eingesetzt (z. B. UiO-66-NO2 und MIL-53-NO2). Nitroterephthalsäure wird dabei häufig als funktioneller Linker anstatt Terephthalsäure eingesetzt, wodurch Nitrogruppen in die Poren der Gerüststruktur eingebaut und somit die Materialeigenschaften bei gleichbleibender Gerüststruktur verändert werden können.